# Aigondigné
Aigondigné is een fusiegemeente (commune nouvelle) in het Franse departement Deux-Sèvres in de regio Nouvelle-Aquitaine. De gemeente maakt deel uit van het arrondissement Niort.

## Geschiedenis
Aigondigné is op 1 januari 2019 ontstaan door de fusie van de gemeenten Aigonnay, Mougon-Thorigné en Sainte-Blandine. Mougon-Thorigné was op 1 januari 2017 ontstaan door de fusie van de toenmalige gemeenten Mougon en Thorigné. De hoofdplaats van deze en de huidige gemeente is Mougon.

## Bevolking
De gemeenten die tegenwoordige Aigondigné vormen telden in 2017 samen 4747 inwoners.

## Geografie
De oppervlakte van Aigondigné bedraagt 117,04 km², de bevolkingsdichtheid is 27 inwoners per km².
De onderstaande kaart toont de ligging van Aigondigné met de belangrijkste infrastructuur en aangrenzende gemeenten.